# Miguel Alemán (municipalité)
La municipalité de Miguel Alemán est l'une des 43 municipalités de l'État de Tamaulipas, et est située dans la partie nord-ouest de cet État. Située à l'ouest du golfe du Mexique, elle appartient au bassin versant du fleuve Río Grande, qui marque la frontière entre les États-Unis et le Mexique. Elle est également limitrophe au sud de l'État mexicain de Nuevo León. Son chef-lieu est la ville de Ciudad Miguel Alemán. Elle dépend de la région Norte, qui est une des 6 subdivisions administratives de l'État de Tamaulipas.

## Géographie
La municipalité de Miguel Alemán s'étend du nord au sud en prenant appui sur la rive sud du fleuve Río Grande, appelé au Mexique Río Bravo, et est traversée par deux de ses affluents, la rivière San Juan et la rivière San Antonio, dont la première présente un barrage ainsi qu'un lac de retenue en aval, qu'elle partage avec la municipalité de Camargo, et qui se nomme Presa Marte R. Gomez. Située dans les plaines de Coahuila et de Nuevo León, son altitude oscille entre 50 et 200 mètres. Son chef-lieu, la ville de Ciudad Miguel Alemán, se trouve dans la partie nord de son territoire, sur la rive sud du Río Grande, à une altitude de 55 mètres. Son territoire couvre une superficie de 660,49 km², et était peuplé en 2020 de 26 237 habitants.
Cette municipalité dépend de la région Norte, appelée aussi Región Fronteriza, qui est une des 6 subdivisions administratives de l'État de Tamaulipas, et regroupe les municipalités de Nuevo Laredo, Guerrero, Mier, Miguel Alemán, Camargo, Gustavo Díaz Ordaz, Reynosa, Río Bravo, Valle Hermoso et Matamoros.
Elle est limitrophe au nord, aux États-Unis, du comté texan de Starr, à l'ouest, dans l'État de Tamaulipas, de la municipalité de Mier, puis, dans l'État de Nuevo León, de celle de Los Aldamas, au sud de celle de Doctor Coss, et à l'est, à nouveau dans l'État de Tamaulipas, de celle de Camargo.

## Composition et démographie
La municipalité était composée en 2010 de 144 localités.
| Localité             | Population |
| -------------------- | ---------- |
| Ciudad Miguel Alemán | 16 755     |
| Los Guerra           | 4 768      |
| Los Ángeles          | 911        |
| Arcabuz              | 274        |

En plus de l'espagnol, plusieurs langues amérindiennes sont parlées dans la municipalité, dont les principales sont par ordre d'importance : le nahuatl, le huastèque, le totonaque, et dans une moindre mesure le chinantèque et le mazahua.

## Histoire
La municipalité de Miguel Alemán a été créée en 1950 sur une part du territoire de celle de Mier. Avant cette date, son chef-lieu se nommait San Pedro de Roma, et a vu en 1927 la construction d'un pont rejoignant les États-Unis, qui a favorisé son développement.